# مقاطعة سوكتس بلوف (نبراسكا)
مقاطعة سوكتس بلوف (بالإنجليزية: Scotts Bluff County)‏ هي إحدى مقاطعات ولاية نبراسكا في الولايات المتحدة الأمريكية.